# 結婚指輪

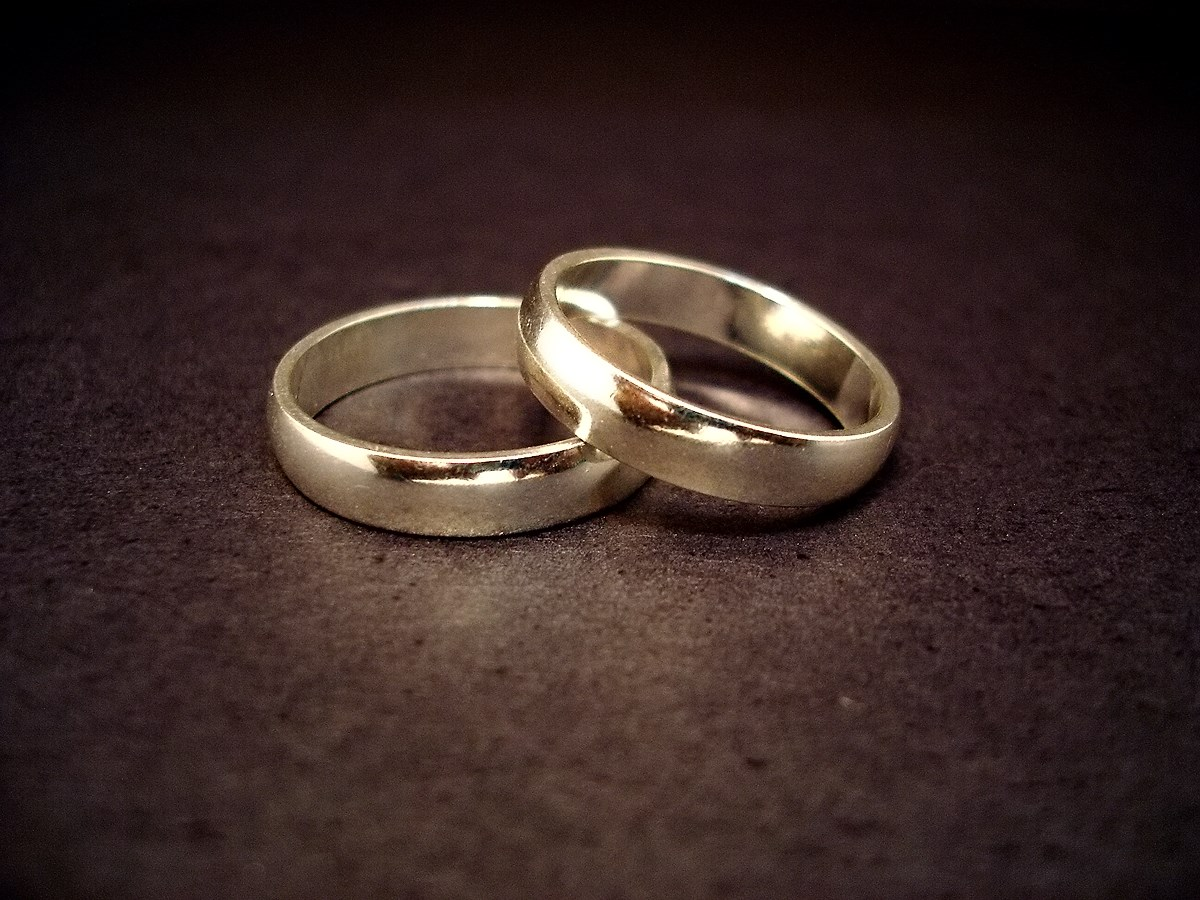
結婚指輪

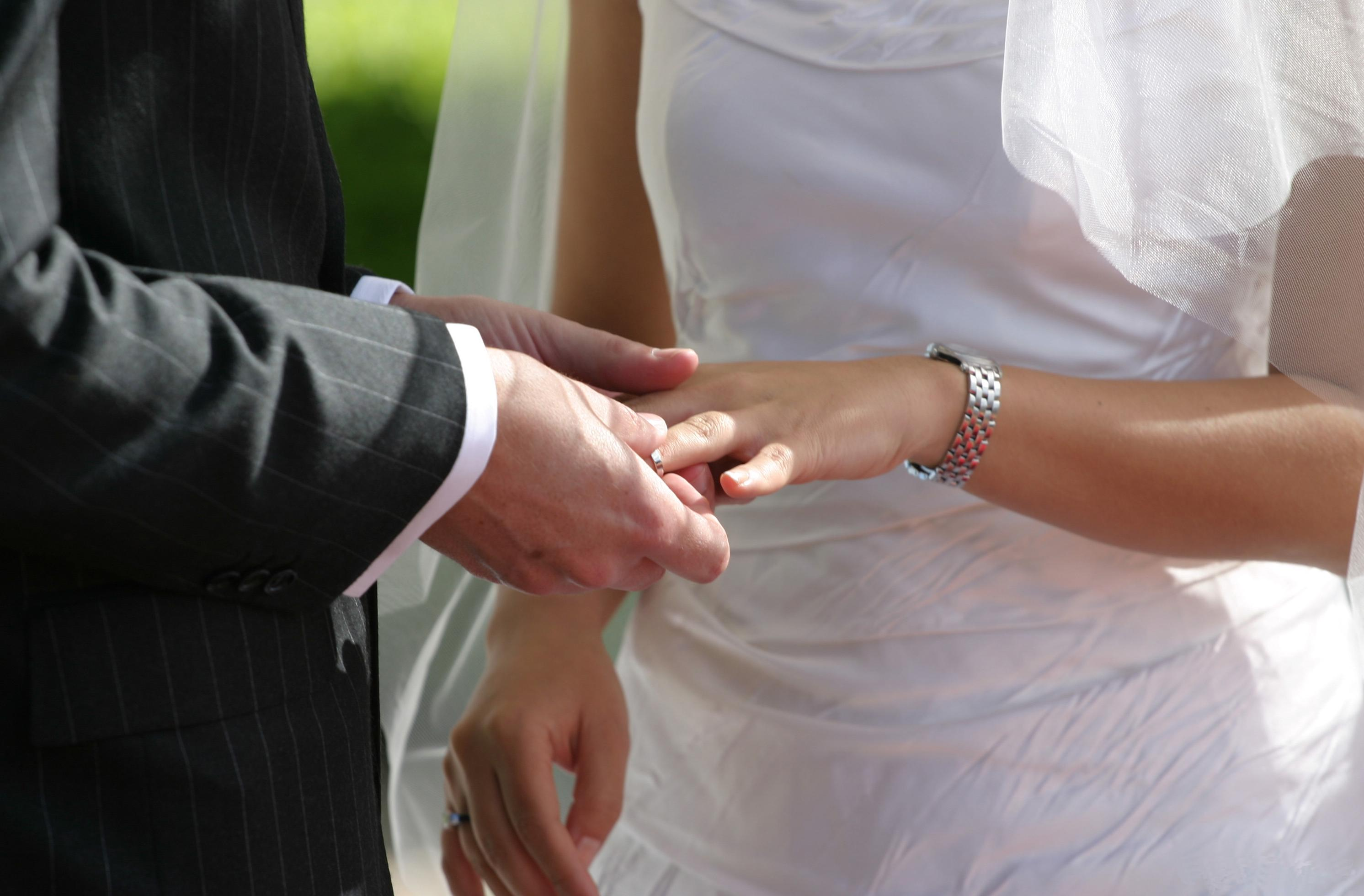
新婦の左手薬指に結婚指輪を填める新郎

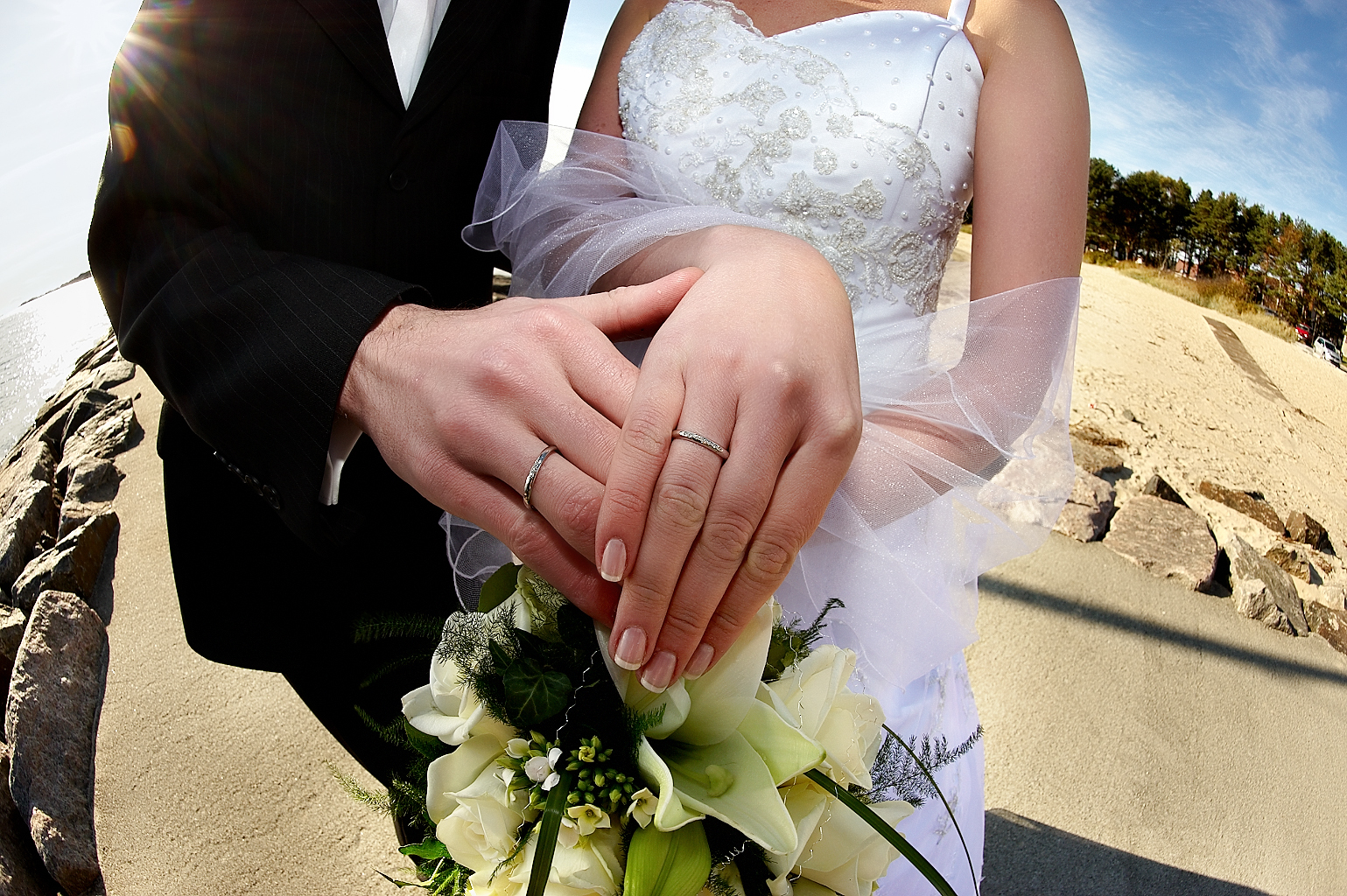
右手の薬指に嵌められた結婚指輪

結婚指輪（けっこんゆびわ）とは、身につける人が結婚していることを示す指輪である。

## 概説
英語風に言うとウェディングリング（英: wedding ring）。また、日本ではマリッジ・リングと呼ばれる場合もあるが、これは和製英語である。
文化により、左手または右手の薬指に着用される。結婚指輪を左手薬指にはめるのは、左手薬指が愛情の表象とされる心臓に結びつくとされたからだとする説があったが、実際には、薬指は単独で伸ばしにくく大切な結婚指輪をはめるのにふさわしい、あるいは、左手は右手ほどに使われないため大切な指輪を痛めずに済むという理由からだと考えられる。
日本では8割の夫婦が結婚指輪にプラチナを選ぶが、ヨーロッパやアメリカではイエローゴールドやホワイトゴールドの人気が高いとされる。
アメリカ合衆国では、元来妻のみが着用していたが、20世紀には夫婦両方が着用する習慣が広まった。日本では、1904年（明治37年）植田商店が初の結婚指輪広告を『服装新聞』に掲載して以降、結婚指輪の習慣が広まった。